# Reginald Kneifl
Reginald Kneifl, auch Kneifel (* 11. Jänner 1761 in Nieder Lindewiese, Österreichisch Schlesien; † 7. Dezember 1826 in Wien) war ein österreichischer Naturwissenschaftler, Lehrer, Bibliothekar und Autor.

## Leben und Wirken
Kneifl wurde in einer mährischsprachigen Familie geboren und nach Beendigung seiner Studien trat er in den Piaristenorden, wo er die lateinische und deutsche Sprache studierte. Ab 1804 war er als Präfekt in Auspitz tätig; in dieser Zeit veröffentlichte Kneifl eine umfängliche Landesbeschreibung Österreichisch Schlesiens, um das ökonomische Potential des Gebiets abzuschätzen, die ihm zu landesweiter Bekanntheit verhalf. Ab Oktober 1799 wohnte er in Teschen und sammelte Daten von Beamten, Grundbesitzern und Geistlichen, wie auch Büchern wie die Konskription aus dem Jahr 1799. Im Jahre 1807 wurde er als Nachfolger von Joseph August Schultes Professor der Mineralogie und Zoologie bei der Theresianischen Ritterakademie in Wien. Zwischen 1813 und 1825 war Kneifl zudem auch Bibliothekar der Ritterakademie. Im Schuljahr 1825/26 wirkte er als Vizedirektor des Theresianums.
Kneifl verfasste mehrere naturwissenschaftliche Lehrbücher und ist Autor einer mehrbändigen Landesbeschreibung von Österreichisch Schlesien. Verdienste erwarb er sich auch um das Museum des Theresianums, dessen Mineraliensammlung katalogisierte und beschrieb er umfangreich.

## Werke
- Topographie des kaiserl. königl. Antheils von Schlesien.
  - 1. Teil: Kurzgefasste Geschichte Schlesiens überhaupt, nebst einem Anhang von Preußisch-Schlesien insbesondere. Joseph Georg Traßler, Brünn 1804. (books.google.de)
  - 2. Teil, 1. Band: Beschaffenheit und Verfassung, insbesondere des Herzogtums Teschen, Fürstentums Bielitz und der freien Minder-Standesherrschaften Friedeck, Freystadt, Deutschleuten, Roy, Reichenwaldau und Oderberg. Joseph Georg Traßler, Brünn 1804. (books.google.de)
  - 2. Teil, 2. Band: Herzogtümer Troppau und Jägerndorf, Fürstentum Neiße und freie Minder-Standesherrschaften Freudenthal und Olbersdorf [mit Beschreibung der übrigen darin befindlichen Ortschaften A–J]. Joseph Georg Traßler, Brünn 1805. (books.google.de)
  - 2. Teil, 3. Band: Herzogtümer Troppau und Jägerndorf, Fürstentum Neiße und freie Minder-Standesherrschaften Freudenthal und Olbersdorf [Fortsetzung der Beschreibung der übrigen darin befindlichen Ortschaften K–Z]. Joseph Georg Traßler, Brünn 1806. (books.google.de)
- Das Mineralreich. Ein Handbuch für die Hörer der Philosophie, 2 Bände. Geistinger, Wien 1811.
- Das Thierreich; mit systematischer Darstellung der für die k. k. Gymnasien gelieferten Abbildungen, auch als Leitfaden bei Vorlesungen brauchbar. Geistinger, Wien/Triest 1811 und 1819.
- Das Pflanzenreich in einer systematischen Darstellung für Freunde und Verehrer der Flora, auch als Leitfaden bei Vorlesungen brauchbar Geistinger, Wien-Triest 1819.
- Vollständiges Handbuch der Mineralien nach den neuesten Entdeckungen. 2 Bände. 1811.